# 助安功成
助安 功成（すけやす こうせい、1994年8月6日 - ）は、山口県岩国市出身のハンドボール選手。日本ハンドボールリーグの湧永製薬所属。

## 経歴
山口県立岩国工業高等学校時代は2012年の全国高等学校ハンドボール選抜大会で優秀選手に選出され、7月の全国高等学校総合体育大会ハンドボール競技大会（インターハイ）でも優秀選手に選出。同年9月には第5回男子ユースアジア選手権の日本代表U-19に選ばれた。
高校卒業後は大阪体育大学へ進学。2013年は第5回男子ユース世界選手権の日本代表U-19に選出された。
2017年1月に日本ハンドボールリーグの湧永製薬へ加入。

## 詳細情報

### 年度別成績
| 年       | チーム   | 試合 | フィールド 得点 | 率   | 7m  | 合計  | 警告 | 退場 | 失格 |
| -------- | -------- | ---- | --------------- | ---- | --- | ----- | ---- | ---- | ---- |
| 2016-17  | 湧永製薬 | 5    | 0/0             | -    | 0/0 | 0/0   | 0    | 0    | 0    |
| 2017-18  | 湧永製薬 | 24   | 12/18           | .667 | 0/0 | 12/18 | 1    | 2    | 0    |
| 2018-19  | 湧永製薬 | 15   | 18/22           | .818 | 0/0 | 18/22 | 4    | 4    | 0    |
| JHL：3年 | JHL：3年 | 44   | 30/40           | .750 | 0/0 | 30/40 | 5    | 6    | 0    |

- 各年度の太字はリーグ最高

### 記録

#### 日本ハンドボールリーグ
- フィールドゴール初得点：2017年9月23日、対豊田合成戦（豊田合成アリーナ）[6]

### 背番号
- 4 (2017年 - )

## 代表歴

### 日本代表U-19
- ユース世界選手権 (2013年)
- ユースアジア選手権 (2012年)